# 浦安市運動公園陸上競技場
浦安市運動公園陸上競技場（うらやすしうんどうこうえん りくじょうきょうぎじょう）は、千葉県浦安市にある、日本陸上競技連盟第4種公認の陸上競技場兼球技場である。指定管理者は公益財団法人うらやす財団。ブリオベッカ浦安が当競技場の命名権を取得している。
工事は2009年から着工したが、2011年の東日本大震災による影響で一時中断、被害状況の確認・調査を行ったのち2013年より工事を再開、2015年4月に約6年にわたる工事を終え竣工した。

## ブリオベッカ浦安
ブリオベッカ浦安が関東サッカーリーグに所属した2015年度に本拠地として使用しているが、2016年度に昇格したJFL、並びにJリーグでは、リーグ規定により人工芝の競技場を本拠地として使用することが認められていない。
また下述のとおり、スタンドは2500人程度しか収容できないため、JFL・J3リーグの下限収容人員である原則5000人にも満たしていないため、ブリオベッカはJFLに参戦した2016年から柏の葉公園総合競技場（柏市）をメインとして千葉県内の主要市町村のスタジアムを巡回してホーム戦を開催していた。
しかし、ブリオベッカは2017年のJFLで年間順位15位となり、Jリーグ昇格などでリーグを離れるチームがなかったことから、16位の栃木ウーヴァ（当時）と共に関東リーグへの降格が決定、2018年は3年ぶりに当競技場でホーム戦を開催することになった。
ブリオベッカは2022年の全国地域CLで2位となりJFLに復帰したが競技場規定は変わらず、再び柏の葉をメインにフクダ電子アリーナ、東総競技場などをホームに戦い、J3ライセンスの申請も出来ず2023年のJFLをJ3/JFL入替戦に参戦できる2位でフィニッシュしたが、ライセンスなしとしてJFL残留となった。
この競技場のスペックはラグビーリーグワンで浦安市をホームタウン（本拠地）としている浦安D-Rocksにも影響していて、D-Rocksは浦安市内での試合開催が行えず、主に東京都世田谷区の駒澤オリンピック公園総合運動場陸上競技場でホストゲームを開催している。
2020年4月1日より、浦安市の公共体育施設について、地元の企業・団体と命名権契約を締結したのに伴い、当陸上競技場は、ブリオベッカ浦安の運営会社・株式会社ベイフットボール浦安と年120万円（税込み）×5年間の契約を結び、「ブリオベッカ浦安競技場」として運用されることになった。

## 施設概要
- 収容人員　2500人程度（メインスタンド座席・1000席、バック・サイドスタンド芝生席・1500人程度）
- トラック　全天候型舗装・合成ゴム使用　1周400m8レーン、100m直線9レーン、障害物競走対応水ごう障害あり）
- フィールド　日本サッカー協会公認人工芝　縦107m×横72m、サッカー、ラグビー、アメリカンフットボールなどのフル規格に対応
- 照明設備　鉄塔8基・LED投光器仕様